# Potsy Goacher
Paul Francis "Potsy" Goacher (Anderson, Indiana, 8 april 1917 - 10 februari 1986) was een Amerikaans autocoureur. In 1953 en 1954 schreef hij zich in voor de Indianapolis 500, maar wist zich beide keren niet te kwalificeren. Deze races waren allebei onderdeel van het Formule 1-kampioenschap.
Goacher kreeg de bijnaam "Potsy" van een van zijn jongere broers omdat hij zijn echte naam "Paul T." niet kon uitspreken.